# Rubus yanyunii
Rubus yanyunii är en rosväxtart som beskrevs av Yong Tian Chang och L.Y. Chen. Rubus yanyunii ingår i släktet rubusar, och familjen rosväxter. Inga underarter finns listade i Catalogue of Life.